# Crescentianus von Rom
Crescenti(an)us von Rom oder Siena (* 292 in Rom; † 14. September 303 ebenda) ist ein christlicher Märtyrer aus der diokletianischen Christenverfolgung. 
Er wurde mit elf Jahren vor den Toren Roms enthauptet, zunächst im dortigen Coemertorium der Priscilla begraben und um 1058 nach Siena überführt. In Siena entwickelt sich ein bedeutender Kult des Heiligen.

## Darstellungen
Er wird zuweilen als jugendlicher „Kopfträger“ (Kephalophor), auf ein Schwert tretend oder kniend mit Kreuz dargestellt. Auch wird er zuweilen bei einer legendären Heilung einer Blinden abgebildet.